# Morski zmaj
Morski zmaj, tudi morski pajek (znanstveno ime Trachinus draco) je morska riba iz družine morskih zmajev in ena najbolj strupenih rib Jadranskega morja. 

## Opis
Morski zmaj ima bočno sploščeno telo, veliko glavo z velikimi, navzgor obrnjenimi očmi ter velikimi, navzgor obrnjenimi usti. Hrbet ribe in glava so zeleno rumene do temno zeleno rjave barve, boki so svetlejši in imajo pokončne rumenkaste, rumenkasto modre ali bodrikasto rjave pokončne proge. Prva hrbtna plavut je temna in nosi strupene trne, zadnja in analne plavuti imajo po dolžini rumeno progo. Repna plavut je zaobljena. Strup vsebujeta tudi bočna trna, ki ju imajo morski zmaji na škržnih poklopcih. Morski zmaj zraste v dolžino do 53 cm in lahko tehta do 1,86 kg. Te ribe so običajno vkopane v pesku, tako da iz njega molijo le oči in nevarni trni na globinah okoli 150 m. Med drstenjem v poletnih mesecih se zadržujejo tudi v plitvinah. Drsti se od junija do avgusta, ikre pa so pelaške in imajo premer okoli 1 mm. 

### Strup
Žarki v hrbtnih plavutih in trni na škržnih poklopcih so izžlebljeni, na bazi pa ima riba posebne mešičke s strupom, ki ob penetraciji kože preko kanalov preide v kri žrtve. Ob vbrizgu strupa v rano začne poškodovana oseba občutiti hude bolečine, ki jim včasih sledi tudi bruhanje in v izjemno redkih primerih mišična paraliza ter smrt. Strup morskih zmajev je sicer termolabilen in se začne pri visokih temperaturah razgrajevati. 

## Razširjenost in uporabnost
Morski zmaj poseljuje vzhodni Atlantski ocean, Sredozemsko morje, Črno morje, pa tudi Jadran. Življenjski prostor se razteza od obal Norveške, pa vse do Maroka, Madeire in Kanarskih otokov. 
Gospodarsko ni pomembna riba, a je zanimiva za športni ribolov, saj se za svojo velikost dobro upira. Velja za okusno ribo, ki se jo največkrat pripravlja ocvrto, kuhano ali pečeno.